# Vojvodská plošina
Vojvodská plošina (bulharsky Войводско плато, Vojvodsko plato) nebo též Sărta (Сърта) je plošinovitá pahorkatina v severovýchodním Bulharsku, v Dolnodunajské nížině. Název plošiny pochází z vesnice Vojvoda v obštině Novi Pazar, která se nachází na jejím jihovýchodním svahu.

## Vymezení
Vojvodská plošina se zdvihá v Dolnodunajské nížině; na severu a východě strmě klesá do údolí řeky Kriva (levý přítok Provadijské řeky), na jihu strmými svahy vede také k Pliskovskému poli a na západě se u vsi Iglika napojuje na Samuilovské výšiny. Délka plošiny od západu k východu je asi 13 km a šířka od severu k jihu asi 6 km. Maximální nadmořská výška je 480,6 m, nachází se v jižní části plošiny, 1,4 km severovýchodně od obce Pravenci.

## Geologie
Plošina je tvořena aptskými vápenci, neokomskými a barremskými slíny. Hluboké, převážně suché rokle se svažují na sever, severovýchod a východ směrem k údolí řeky Kriva. Výškový rozdíl nad sousedním územím je od 150 do 200 m.

## Klima
Podnebí je mírné kontinentální s relativně chladnými zimami a teplými léty. Severní a částečně východní svahy a rokle jsou pokryty dubovými a habrovými lesy, zatímco jižní a hřebenové části jsou odlesněny.

## Osídlení
Podél jižního úpatí náhorní plošiny od západu k východu se nachází 5 vesnic ze Šumenské oblasti: Iglika, Izbul, Pravenci, Vojvoda a Živkovo.